# 4378 Voigt
4378 Voigt è un asteroide della fascia principale del diametro medio di circa 11,62 km. Scoperto nel 1988, presenta un'orbita caratterizzata da un semiasse maggiore pari a 2,6777598 UA e da un'eccentricità di 0,2442363, inclinata di 10,93588° rispetto all'eclittica.